# آيرون آيس كودي
آيرون آيس كودي (بالإنجليزية: Iron Eyes Cody) هو ممثل أمريكي، ولد في 3 أبريل 1904 في الولايات المتحدة، وتوفي في 4 يناير 1999 بلوس أنجلوس في الولايات المتحدة.

## وصلات خارجية
- آيرون آيس كودي على موقع IMDb (الإنجليزية)
- آيرون آيس كودي على موقع ألو سيني (الفرنسية)
- آيرون آيس كودي على موقع تيرنر كلاسيك موفيز (الإنجليزية)
- آيرون آيس كودي على موقع أول موفي (الإنجليزية)
- آيرون آيس كودي على موقع قاعدة بيانات الأفلام السويدية (السويدية)
- آيرون آيس كودي على موقع إن إن دي بي (الإنجليزية)
- آيرون آيس كودي على موقع قاعدة بيانات الفيلم (الإنجليزية)
- آيرون آيس كودي على موقع كينوبويسك (الروسية)